# Maten no Szómecu
A Maten no Szómecu (魔天の創滅) egy japán szerepjáték Mega Drive játékkonzolra. Egy Zafan nevű harcos talál egy árva fiút, akit aztán fiaként nevel. Amikor a fiú tizenhat éves lesz, akkor Zafan elküldi a királyhoz, hogy ő is harcos lehessen és, hogy felderítse a múltját. A játék középkori környezetbn játszódik, melynek a kardok és a mágia fontos elemei. A játék haladtával váltakoznak a napszakok.
A játék nem összetévesztendő a Maten Denszecu: Szenricu no Ooparts című Super Famicomos videójátékkal. A Retrojrpg egyik szerkesztője szerint a játék nehézségi szintje a kezdeti feladatoknál nagyon nehéz, melynek következtében a játék negatív fogadtatásban részesült Japánban. A játékosnak az egyes szintű karakterével olyan feladatokat kell teljesíteni, amelyeket egyértelműen hatos szintűeknek terveztek.
A játékban szerepel egy szvasztika is az egyik szent templomon. Ugyan a Harmadik Birodalomban is használták a jelképet, azonban a szvasztika ebben az esetben a buddhisták és a hinduk vallási szimbólumára utal.